# Ludlamshöhle
Die Ludlamshöhle war eine literarische Gesellschaft, welche der österreichische Dramatiker Ignaz Franz Castelli zusammen mit August von Gymnich 1819 in Wien gegründet hatte und die bis zum 18. April 1826 bestand.
Benannt wurde diese Künstlervereinigung nach dem  Theaterstück Ludlam’s Höhle von Adam Oehlenschläger. Nach der Uraufführung am 15. Dezember 1817 traf sich eine (bereits seit 1816 bestehende) Gruppe von „Literatoren“ in „Haidvogels Gasthaus“ (Schlossergäßchen, Wien), um über die Aufführung zu diskutieren. Da dieses Stück an diesem Abend beim Publikum durchgefallen war, schlug Castelli vor, als Trost für den dänischen Schriftsteller der Gruppe den Namen „Ludlamshöhle“ zu verleihen. Das Nebenzimmer in „Haidvogels Gasthaus“, in dem das tägliche Treffen am Stammtisch stattfand, wurde zum Vereinslokal erklärt.
Die Ludlamshöhle verfolgte keine politischen oder künstlerischen Ziele; der allabendliche Stammtisch diente ausnahmslos dem geselligen Zusammensein. Aus heutiger Sicht ist die Ludlamshöhle geradezu ein Paradebeispiel biedermeierlicher Geselligkeit.
.. neues Mitglied musste zum Gaudium aller den Nachweis erbringen „… daß er fähig sei, das Vergnügen der Gesellschaft durch seinen Beitritt zu vermehren“. Anschließend wurde er in den Fächern Ludlamsgeschichte, Ludlamsfinanzen und Frivolitätswissenschaft geprüft, wobei mehrere einflüsternde Sekundanten dem Probanden zur Verfügung gestellt wurden. Nach bestandener Prüfung wurde dem neuen Mitglied ein „Ludlamsname“ verliehen und gemeinsam das „Aufnahmelied“ gesungen. Von Antonio Salieri haben sich diverse Gesänge für die Gesellschaft erhalten, unter anderem auf die Texte „Es lebe Ludlam“ und „O Gott, o Gott! d´Ludlam ist todt“.
In der Nacht vom 18. auf den 19. April 1826 wurde diese Gesellschaft (durch nichts gerechtfertigt) der „Staatsgefährdung“ verdächtigt und verboten. Auf Anordnung des Wiener Polizeioberdirektors Alois von Persa besetzten über 30 Polizisten den Gasthof, verhafteten die Anwesenden und beschlagnahmten sämtliche gefundenen Manuskripte. Bis in die Morgenstunden wurden daneben auch die Privatwohnungen der verhafteten „Ludlamiten“ durchsucht. Einige ihrer Mitglieder hatten noch Jahre unter Bespitzelung und anderen Schikanen zu leiden. Gerade diese überzogene Aktion der Obrigkeit sorgte in den folgenden Jahren für die Mythisierung der Gruppe und ihrer Mitglieder.
Nach 1848 wurde der Versuch unternommen, die Ludlamshöhle wieder zu beleben, aber es wurde ein Misserfolg.
1949 schlossen sich in Wien die Schriftsteller Franz Karl Franchy, Egon Hajek, Theodor Heinrich Mayer, Friedrich Schreyvogel und Karl Wache zu einer Gesellschaft zusammen, welche den Namen „Neue Ludlamshöhle“ trug und bis 1972 Bestand hatte.

## Mitglieder (mit ihrem Ludlamsnamen)
- C. N. L. Abrahams – Isaak Crassus Hamlet
- Heinrich Anschütz – Lear, der Neuwieder oder Ludlams Chorführer
- Ignaz Aßmayer – As-Major oder Es-Minor
- Per Daniel Amadeus Atterbom – Thiodolf der Dalekarlier
- von Balcz – Eßfürsechs
- Wilhelm Bethmann – Antenbrener an der Spree
- Joseph Biedermann – Pipo Canastro oder Ludlams Mauerbrecher
- Julius Benedict – Maledünntus Wagner, der Weberjunge
- Gottlob Benedict Bierey – Rossini von Nowgorod
- Sebastian Joseph Binder – Tenorisso Bindermesser
- Joseph Blahetka – Der neue Jephta
- Carl Wilhelm August Blum – Blümlein, der Alleser
- Ignaz Franz Castelli – Cif Charon, der Höhlenzote
- Ernst Florens Friedrich Chladni – Monochord, der Tongrübler
- Czerkowitz – Zwickobacke, der muntere Seifensieder
- Anton Deinhardstein – Müller von Führweg
- Johann Ludwig Deinhardstein – Samestill von Disputirowar (auch: Seinsmestill von Desputirowat)
- Fiedler – Fidelio, Göd von Cremona
- Joseph Fischhof – …
- Johann Jakob Franck – …
- Augustin Fröschl – Ludlams Qua qua qua
- Fuchs – Reinecke von Passau
- Nicolai Nathan Fürst – Nils, das Nordenkind
- Karl Ludwig Giesecke – Harpun, der Robber
- Joseph Götz – Lidol de Bassano
- Johann Grill – Zirpzirp, der Arianer
- Franz Grillparzer – Saphokles, der Istrianer
- Joseph Gschladt – Ting tang ping pung pang paff
- Mauro Giuliani – Vitac Umo Capodastro
- August von Gymnich –
- Adalbert Gyrowetz – Notarsch Sakramensky
- Habermuß – Julius Solar, der Berliner
- Friedrich Ludwig Halirsch – Peter, der Grantige
- Hartwig – Tristan Abreisky
- Franz Josef Hasaureck – der ewige Schatten
- Vinzenz Hauschka – Greif von am Katzendarm
- Cäsar Max Heigl – …
- Theodor Hell alias Karl Gottfried Theodor Winkler – Faifer von Faifersberg
- Emerich Thomas Hohler – …
- Franz Ignaz Holbein – Friedel Küffner
- Karl von Holtei – Hudltei, Schirmherr der Abruzzen
- Alois Jeitteles – Glazo Barbirmi di Lanzetta
- Ignaz Jeitteles – Roller, der Unbegreifliche
- Felix Joël – Hokuspokus Jod
- Kaskel – Mai guter Kaskatelli
- Carl Keller – Flautrowersch, der Prügelbeißer
- Georg Johann Kettel – Fessel, der schwarze Sieger oder Zoteninfant
- Koppmann – Geschwindfortino da Pestilenza
- Friedrich Leopold Krug –  Salami dei Sardelle
- Josef Küstner – Kekulus Naso
- Christoph Kuffner – Lord Plautel Plauting
- Kumorsky (laut dem Tagebuch des Ludlamiten Rosenbaum: Georg Carl Friedrich Kunowski) – Pontifex, der Vogelsteller
- Joseph Kupelwieser – Domwiesel, der Eiltrichter
- Eduard Lannoy – Bocko, der Hühnerschicker
- Friedrich Wilhelm Lemm – Don Lemmos Santos von Templos
- Daniel Leßmann – Donel Lessly
- August Lewald – Blut von Sühne
- Joseph Limberger – Markäse Frommaggio
- Johann Nepomuk Mailáth – Traubinger à Codexi
- Wilhelm von Marsano – Punjavez Osfagott
- Ignaz Moscheles – Tasto, der Kälberfuß
- Johann Theodor Mosewius – Sebastiano da Solfeggio
- Müllersheim –  Chevalier Molineux oder Sergent der Ludlam
- Adam Oehlenschläger – …
- Karl Pachler – Grazius Advo-Kater an der Mur
- Joseph Panny – …
- Petz – Schach-Bär, der Seltene
- Ludwig Rellstab – Spreesprung, der Kühne
- Joseph Carl Rosenbaum – Laritaferl Optikus
- Friedrich Rückert – Voran, der Geharnischte
- Johann Baptist Rupecht – Van der Gumpendorf
- Antonio Sacchetti – Zimmetreis, der Süd-Slawack
- Antonio Salieri –  Don Tarar di Palmira
- Moritz Gottlieb Saphir – Witzbold, der Rebeller oder Ludlams lapis infernalis
- Schimmer – Hadschi Bion von Wudidlhe
- Franz Xaver Schlechta von Wschehrd – Gutauch mit dem grünen Mantel
- Carl Schwarz – Rauchmar der Cigaringer, Kalif der Ludlamshöhle
- Johann Sedlaczek – Sedl von Latschek
- Johann Gabriel Seidl – Zweipfiff, der Sizilianer
- Seiffert – Vetter Lerchenhain
- Heinrich Sichrovsky – Potz Hunderttausend Plumper
- Joseph Stierle-Holzmeister – Muzius, der Pfeifensklave
- Johann August Stöger – Innozenz Stiernit, der Abbrandler
- Johann Heinrich Stürmer – Armandus Cantor
- Franz Eugen von Stubenrauch – Tacitus Lachelberger oder Ludlams Knödel-Hogarth
- Theodor von Sydow – …
- Ludwig Titze – Diskantino, der Biermane
- Karl Friedrich Töpfer – Geist vom Hafnerberg
- Ludwig Wahlbach – Junker Stilling, der Ballwächter
- Carl Maria von Weber – Agathus der Zieltreffer, Edler von Samiel
- Weld – Woiwod Didelot oder Ludlams Knackbeißer
- Worbs – Leinewand von Zweifelsburg
- Wilhelm Würfel – Cubus, der Rübenzähler
- Joseph Christian von Zedlitz – Kolumbus Turturella oder Ludlams Solon
- Friedrich Wilhelm Ziegler – Mirsa Abdul Hassan Temperament Chan

Nach derzeitigem Wissen (2006) können folgende Ludlams-Namen noch nicht eindeutig zugeordnet werden:
- Diddelkamp, der Abgesandte
- Gele Lepusculus
- Marc Angelo, genannt Diavolett
- Meyer auf der Stiege – eventuell Matthäus Stegmayer (1771–1820), österreichischer Librettist und Schriftsteller